# Antonio Carneo
Antonio Carneo (anche Carniello) (Concordia Sagittaria, 26 novembre 1637 – Portogruaro, 16 dicembre 1692) è stato un pittore italiano.

## Biografia
Fu attivo in Veneto orientale e in Friuli, soprattutto a Udine, dove viene ospitato per più di un ventennio dai conti Leonardo e Giovanni Battista Caiselli, e per i quali realizzò numerosi dipinti.
Secondo la testimonianza di Guarienti fu proprio il padre il suo primo maestro, successivamente però il giovane si sarebbe perfezionato nello studio assiduo dei maestri veneziani del ‘500.
Estimatore dei modelli fiamminghi, dei "tenebrosi" e dei loro accenti naturalistici e delle opere di Bernardo Strozzi e di Luca Giordano, fu apprezzato per il naturale cromatismo delle sue pitture, per la mescolanza di modelli figurativi veristici e di gusti rustici, per la pennellata vorticosa e l'estro fantasioso.
Anche il figlio Giacomo fu pittore.

## Opere
- La Sacra Famiglia venerata dal Luogotenente e dai Deputati (1667) - (Civici musei e gallerie di storia e arte, Udine)
- I pitocchi, realismo rinfrescato da un'aria picaresca - (Civici musei e gallerie di storia e arte, Udine)
- La prova del veleno, di schemi tintoretteschi (Terzo di Aquileia, collezione Calligaris)
- San Girolamo
- Susanna e i vecchioni
- Menade addormentata
- I sette tormenti
- San Tommaso dispensa la carità ai poveri (Chiesa parrocchiale - Besnate (VA))
- Martirio di san Bartolomeo-  Udine - Santuario della Beata Vergine delle Grazie
- L'educazione della Vergine e santi -  (chiesa di San Cristoforo, Udine)
- Il Giramondo, (Civici musei e gallerie di storia e arte, Udine)
- Ritratto di vecchia, (Civici musei e gallerie di storia e arte, Udine)
- La Vergine con il Bambino, Real Academia de Bellas Arte de San Fernando, Madrid
- Sibille e Profeti, Santuario della Madonna delle Grazie, Cordovado

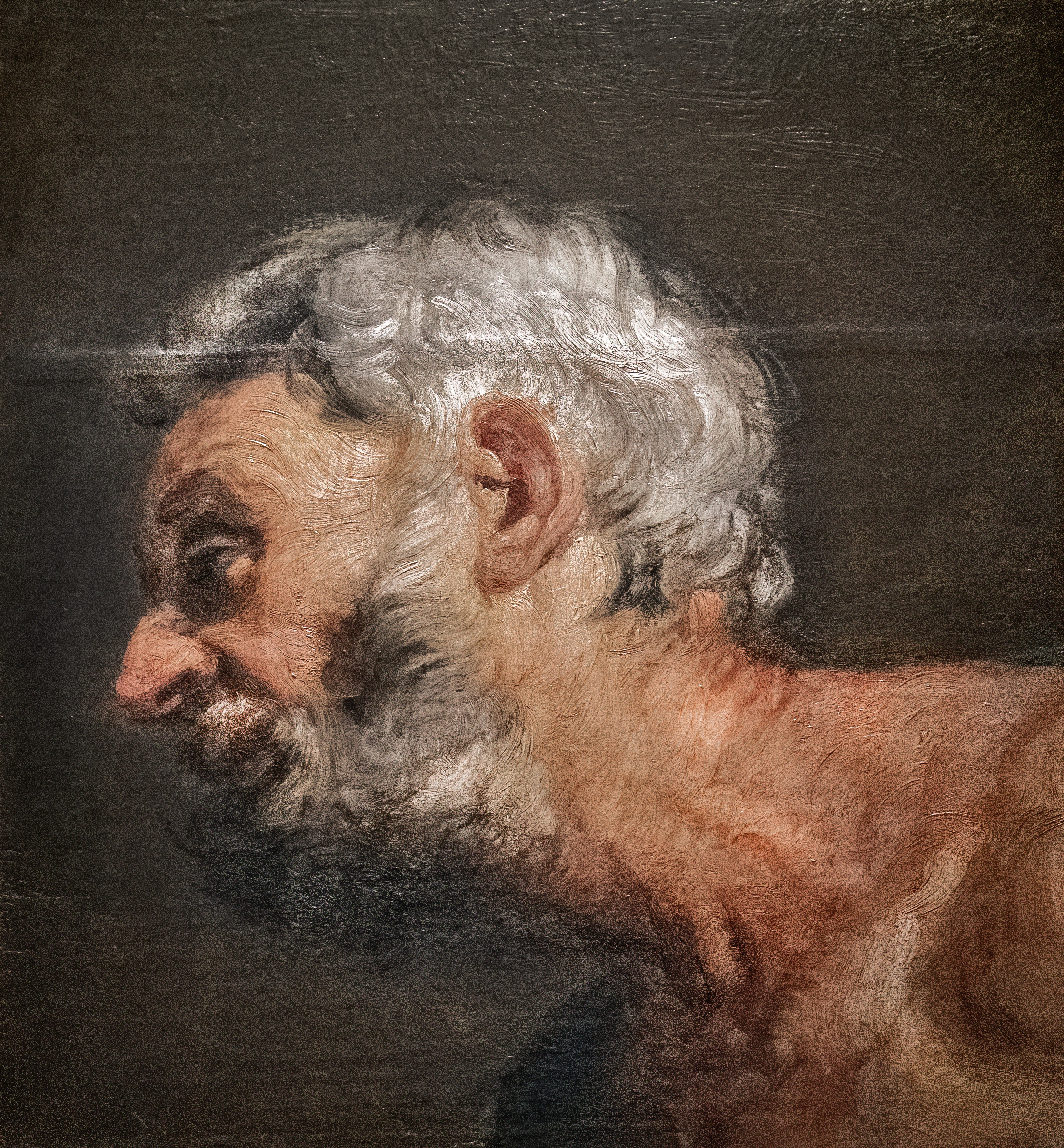
Testa di un anziano - Pinacoteca Egidio Martini, Venezia
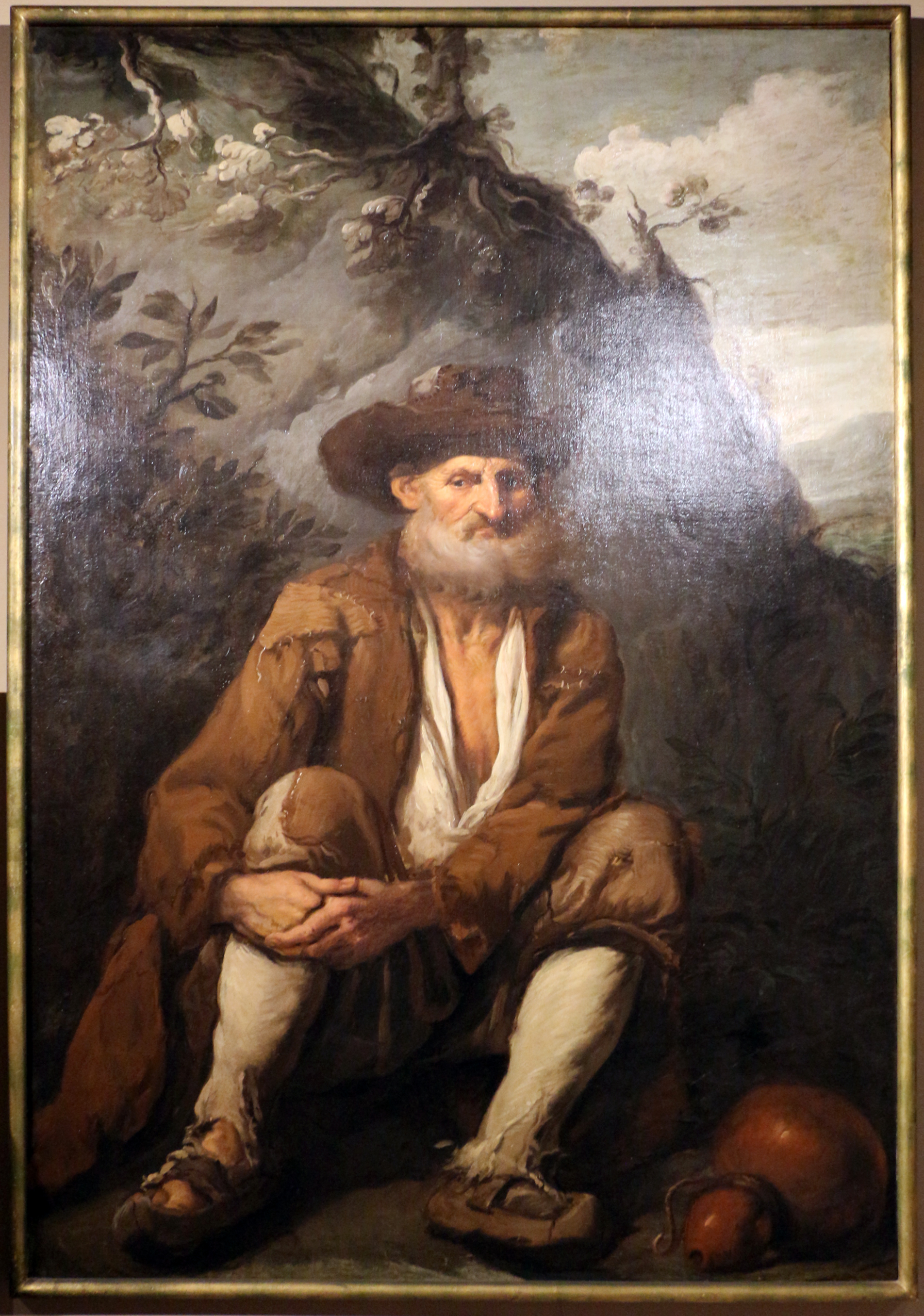
Il giramondo, Civici musei e gallerie di storia e arte, Udine
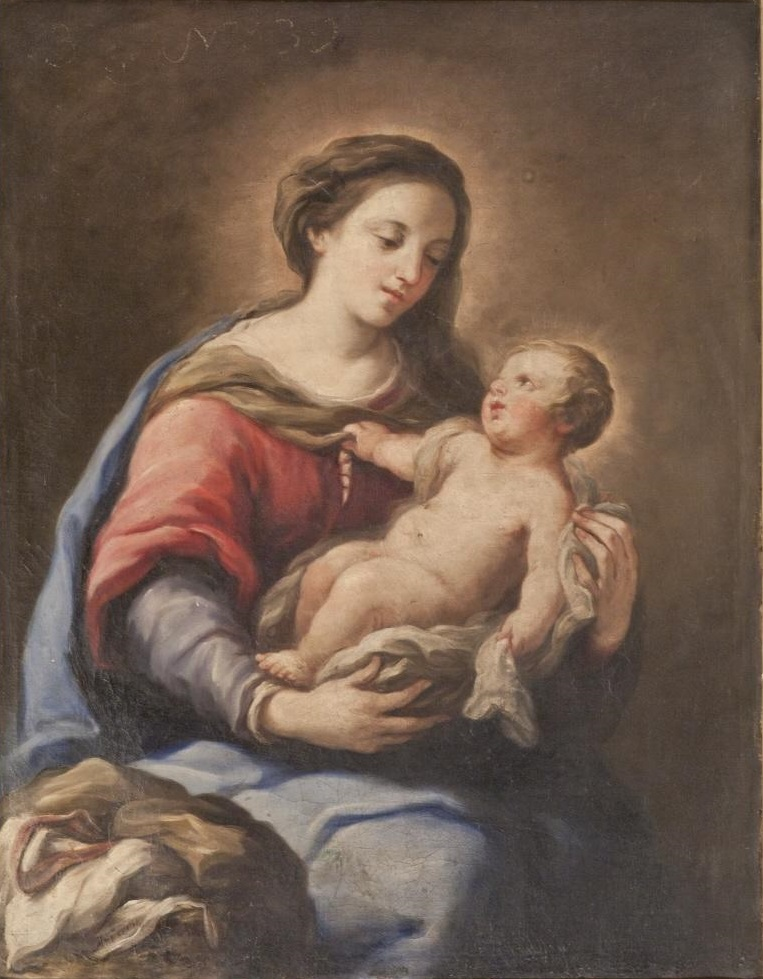
La Vergine con il Bambino, Real Academia de Bellas Arte de San Fernando, Madrid